# Leioscyphus taylorii
Leioscyphus taylorii là một loài rêu tản trong họ Geocalycaceae. Loài này được (Hook.) Mitt. miêu tả khoa học lần đầu tiên năm 1860.